# 石井良和

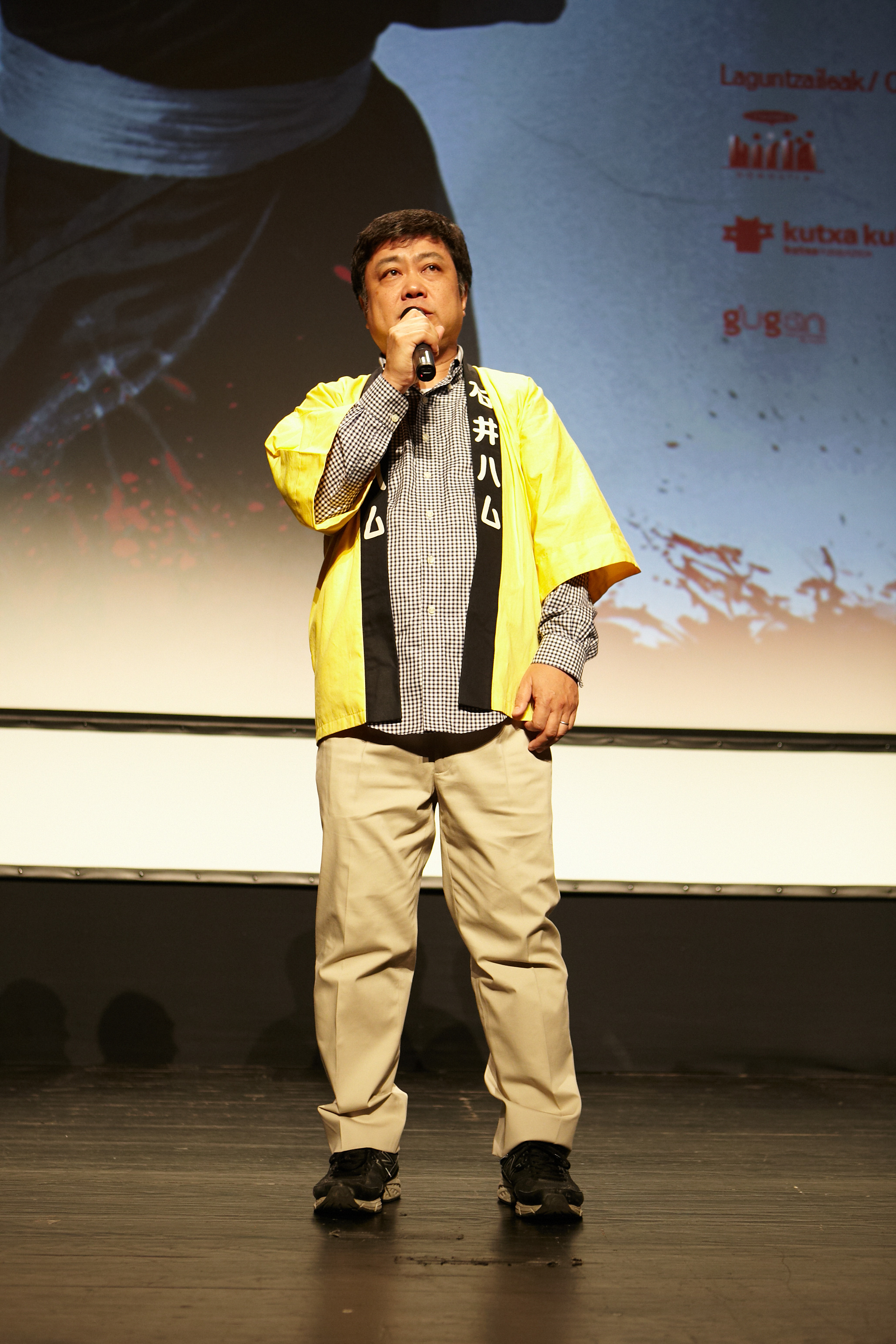
2016年

石井 良和（、1965年〈昭和40年〉11月27日 - ）は、日本の映画監督、映画プロデューサー、特撮監督。東京都出身。東京高等学校卒業、ネバダ大学リノ校短期留学。有限会社KOM所属。

## 経歴
脚本家の柏原寛司を通じて映画業界に入り、鈴木則文、柏原寛司、大川俊道、飯田譲治、押井守、川北紘一らに多くの監督のもとで助監督を務める。映画『ゴジラFINAL WARS』（2004年）、『亡国のイージス』（2005年）、特撮テレビドラマ『ウルトラマンメビウス』（2006年）などの助監督を経て、2006年に『クール・ディメンション』で長篇映画監督デビュー。以降は映画やテレビドラマの監督・脚本・特撮監督・プロデューサーのほか、情報番組、特典映像、CM制作などにも多数携わる。

## 監督

### 映画（監督）
- クール・ディメンション（2006年）[1]
- 6月6日オムニバス映画「エピソード２密命 mission」（2013年）
- いきもののきろく（2014年） - 特撮監督
- サクラ花 桜花最期の特攻（2015年） - 特技監督
- ゲームマスター（2017年）[1]
- アタック・オブ・ザ・ジャイアントティーチャー（2019）[4]
- 特撮喜劇 大木勇造 人生最大の決戦（2022）[1]

### テレビドラマ（監督）
- ウルトラマンギンガ（2013年）
  - 8話「奪われたギンガスパーク」
  - 9話「漆黒のウルトラ兄弟」
- ウルトラマンギンガS（2014年）
  - 4話「強さの意味」
  - 5話「仲間と悪魔」
  - 9話「取り戻す命」
  - 10話「未来への聖剣」
- Thunderbolt Fantasy 東離劍遊紀 第2期（2018年） - 特撮指導
- グリーンライズ（AbemaTV）

### その他（監督 他）
- ゴジばん　オリジナルBlu-rayメイキング - 演出
- 坂道のアポロン - DVD・Blu-ray特典「Making of "Kids On The Slope" 」 - 監督
- あいときぼうのまち VFXスーパーバイザー
- 『ウルトラマンX』 バンダイテレビCM DXエクスラッガー - 監督
- WILD NIGHT～ワイルドナイト～　共同監督
- 味しらべ×はなかっぱ　ネットCM監督
- ウィークエンド - 監督・脚本・企画（アメリカでDVD発売）
- 必殺キャバ嬢　監督・脚本
- パンク侍、斬られて候　プールクラウドテクニシャン
- KILLERS キラーズ (2003年の映画) - オープニング演出　他
- 練鑑ブラザーズ ゲッタマネー! - プロデューサー
- ワニ女の逆襲 - プロデューサー
- STRAIGHT TO HEAVEN〜天国へまっしぐら - プロデューサー
- ゲームボーイアドバンスソフト『ゴジラ怪獣大乱闘』劇場用コマーシャル - 監督
- 奇跡の生還スペシャル　芸能人特別編　ゴジラ編 監督　日本テレビ
- ゴジラ録音隊　モスクワへ 『ゴジラ×メカゴジラ』DVD特典映像 - 監督

## 助監督

### 映画・オリジナルビデオ（助監督）
- 文学賞殺人事件 大いなる助走（1989年）
- びんばりハイスクール（1989年）
- 猫の息子（1997年）
- ゴジラ FINAL WARS（2004年） - 特撮[1]
- 交渉人 真下正義（2005年）
- 亡国のイージス（2005年） - 特撮
- 日本沈没（2006年） - 特撮
- 立喰師列伝（2006年）
- マリと子犬の物語（2007年） - 特撮
- L change the WorLd（2008年）
- クライムハンター 蘇る銃弾（2008年）
- 沈まぬ太陽（2009年） - 特撮
- 真夏のオリオン（2009年） - 特撮
- のだめカンタービレ 最終楽章（2009年・2010年）
- GANTZ（2011年） - 特撮
- こちら葛飾区亀有公園前派出所 THE MOVIE 〜勝どき橋を封鎖せよ!〜（2011年） - 特撮
- ウルトラマンサーガ（2012年） - 特撮
- Fukushima 50（2020年） - 特撮

### テレビドラマ（助監督）
- 世にも奇妙な物語
- あぶない少年（1987年）
- 不倫の恋日記（1988年）
- 花くらべ（1988年）
- 悪妻だから夫は伸びる（1988年）
- ウルトラマンをつくった男たち 星の林に月の舟（1989年）
- 演歌なアイツは夜ごと不条理な夢を見る（1992年）
- NIGHT HEAD（1992年 - 1993年）
- 超星神グランセイザー（2003年 - 2004年）
- ウルトラマンメビウス（2006年）
- 東京大空襲（2008年）
- 黒部の太陽（2009年）
- 大魔神カノン（2010年）
- ウルトラゼロファイト（2012年）
- ウルトラマンギンガ（2013年）